# Cratere Castiglione
Castiglione è un cratere da impatto sulla superficie di Mercurio.
Il cratere è dedicato al pittore e missionario italiano Giuseppe Castiglione.